# Locomotiva FS 896
La locomotiva a vapore gruppo 896 era una locotender delle Ferrovie dello Stato a vapore surriscaldato ed a semplice espansione, costruita per il servizio di manovra pesante nei grandi scali ferroviari.

## Storia
Le locomotive del gruppo 896 ripresero, aggiornandolo, il progetto delle 895 che erano state create per lunghe tirate di carri in manovra nei grandi scali di smistamento e per tradotte tra impianti ferroviari contigui. Venne deciso di adottare il surriscaldamento del vapore che permetteva una maggiore economia di carbone e lo sviluppo di una maggiore potenza effettiva: Questa è forse la prima applicazione di tale dispositivo ad una macchina per manovra in ambito FS.
Tra il 1921 e il 1922 ne vennero prodotte ed immesse in servizio 30 unità tutte ordinate e costruite dalle OM, Officine Meccaniche di Milano. La loro prima assegnazione fu al deposito di Salerno, in seguito alcune unità giunsero a Milano per la manovra dei treni viaggiatori in partenza e in arrivo dalla nuova stazione di Milano Centrale.

## Caratteristiche tecniche
Le locomotive 896, nel loro schema costruttivo ripresero le caratteristiche e le soluzioni delle precedenti 895.xxx. Fu mantenuto il rodiggio a 4 assi accoppiati con ruote di piccolo diametro che permetteva una buona e piena aderenza. La loro velocità massima pertanto rimase limitata a 40 km/h ma la potenza massima salì a 610 CV, sviluppata alla velocità di 30 km/h, in virtù dell'adozione del surriscaldatore di vapore sulla falsariga di esperienze estere. Rimasero invariati i due cilindri esterni di grande diametro a semplice espansione.

## Deposito locomotive di assegnazione
- Deposito locomotive di Salerno
- Deposito locomotive di Napoli
- Deposito locomotive di Milano

### Fonti a stampa
- Ferrovie dello Stato. Servizio centrale X Trazione e materiale. Ufficio studi e collaudi, Tipi del materiale rotabile in costruzione nel 1905-1906, Firenze, Ferrovie dello Stato, 1906, tav. 17. Rist. anast.: Cento, La vaporiera, 2008.
- Ferrovie dello Stato. Direzione generale. Servizio Trazione, Album dei tipi delle locomotive ed automotrici, Firenze, Ferrovie dello Stato, 1915, tav. 157 e 158. Rist. anast.: Colleferro, Editrice di storia dei trasporti, 1979; Ponte San Nicolò, Duegi, 2005.
- Ferrovie dello Stato. Direzione generale. Servizio Materiale e Trazione, Album dei tipi delle locomotive ed automotrici. Aggiornato al 31 dicembre 1922, Appendice II, Firenze, Ferrovie dello Stato, 1923, prospetti 124 e 125. Rist. anast.: Colleferro, Editrice di storia dei trasporti, 1979; Ponte San Nicolò, Duegi, 2005.
- Pietro Accomazzi, Nozioni elementari sulla locomotiva delle strade ferrate, 7ª ed. riveduta ed ampliata sulle precedenti dall'ing. Ercole Garneri delle Ferrovie dello Stato, Torino-Genova, Lattes, 1923. Rist. anast.: Parma, Albertelli, 1986.
- Carlo Abate, La locomotiva a vapore, Milano, Hoepli, 1924.
- Ministero delle Comunicazioni. Ferrovie dello Stato. Scuole Aiuto macchinisti, Nozioni di cultura professionale, vol. 2, parte 1, La locomotiva a vapore, Firenze, Soc. an. stab. tipografico già G. Civelli, 1940.
- Guido Corbellini, Il cinquantenario delle Ferrovie dello Stato, in 1905-1955. Il Cinquantenario delle Ferrovie dello Stato, in Ingegneria Ferroviaria, 9 (1955), n. 5-6, pp. 333-528. Ristampe in volume: Roma, Collegio Ingegneri Ferroviari Italiani, 1955; Roma, Collegio Ingegneri Ferroviari Italiani-Ponte San Nicolò, Duegi, 2005, ISBN 88-900979-0-6.
- Manlio Diegoli, La trazione a vapore, in Ingegneria ferroviaria, 16 (1961), n. 7-8, pp. 671-680, ISSN 0020-0956 (WC · ACNP).
- Giuseppe Vicuna, Organizzazione e tecnica ferroviaria, Roma, Collegio Ingegneri Ferroviari Italiani, 1968, pp. 348, 350.
- Ministero dei Trasporti e dell'Aviazione Civile. Ferrovie dello Stato, Prefazione Generale all'Orario di Servizio. Edizione 1963, ristampa 1970 aggiornata con O.S. nº 1/1965 – 14/1965 – 18/1965 – 26/1967 – 56/1967 – 87/1967 – 17/1968 - 34/1968 – 35/1968 - 43/1969 – 51/1969 – 65/1969 – 109/1969 – 16/1970 – 24/1970 – 38/1970, Roma, Ferrovie dello Stato, 1970.
- Ferrovie dello Stato. Divisione autonoma Relazioni Aziendali, Museo Nazionale Ferroviario di Napoli Pietrarsa. Riuso musealistico delle antiche officine borboniche, Roma, Ferrovie dello Stato, 1982, pp. 62–63.

### Storiografia e complementi
- Alcide Damen, Valerio Naglieri, Plinio Pirani, Treni di tutto il mondo. Italia. Locomotive a vapore, Parma, Ermanno Albertelli, 1971, pp. 75-76.
- Domenico Molino, Le locomotive che diventarono da manovra, in Italmodel Ferrovie, 27 (1975), n. 179, pp. 21-25.
- Luciano Greggio, Le locomotive a vapore. Modelli di tutto il Mondo dalle origini ad oggi con dati tecnici, Milano, Mondadori, 1977, pp. 138, 240-241.
- Italo Briano, Storia delle ferrovie in Italia, vol. 2°. La tecnica 1, Milano, Cavallotti, 1977, pp. 96-97, 104, 138, 181.
- Peter Michael Kalla-Bishop, Italian State Railways steam locomotives, Abingdon, R. Tourret, 1986, ISBN 0-905878-03-5, pp. 86–87.
- Angelo Nascimbene, Aldo Riccardi, FS anni '50, prima parte Trazione a vapore e Diesel, Albignasego, Duegi, 1995, ISSN 1124-4232 (WC · ACNP).
- Giovanni Cornolò, Locomotive a vapore FS, Parma, Ermanno Albertelli, 2ª ed., 1998, ISBN 88-85909-91-4, pp. 489-491.
- Giancarlo Piro, Giuseppe Vicuna, Il materiale rotabile motore, Roma, Collegio Ingegneri Ferroviari Italiani, 2000, pp. 25-31.
- Aldo Riccardi, Locomotive FS a combustione mista, in Tutto treno, 15 (2004), n. 176, pp. 16–21, ISSN 1124-4232 (WC · ACNP).
- Aldo Riccardi, Il crepuscolo degli dei, in Ferrovie italiane anni Sessanta, Albignasego, Duegi, 2000, pp. 22–34, ISSN 1124-4232 (WC · ACNP).
- Angelo Nascimbene, Aldo Riccardi, 1905-2005. Cento anni di locomotive a vapore delle Ferrovie dello Stato, Albignasego, Duegi, 2005, ISSN 1124-4232 (WC · ACNP).
- Aldo Riccardi, Le eclettiche Gruppo 851, in Tutto treno, 21 (2008), n. 217, pp. 26–39, ISSN 1124-4232 (WC · ACNP).
- Augusto Carpignano, La locomotiva a vapore. Viaggio tra tecnica e condotta di un mezzo di ieri, Savigliano, L'artistica editrice, 2008, ISBN 978-88-7320-191-5.
- Paolo Marini, Locomotive a vapore oggi, in I treni, 34 (2013), n. 365, inserto centrale, pp. 1-8.